# Billaea brasiliensis
Billaea brasiliensis är en tvåvingeart som beskrevs av Townsend 1917. Billaea brasiliensis ingår i släktet Billaea och familjen parasitflugor. Inga underarter finns listade i Catalogue of Life.